# Jászladány
Jászladány é uma vila da Hungria, situada no condado de Jász-Nagykun-Szolnok. Tem 92,73 km² de área e sua população em 2019 foi estimada em 5.426 habitantes.